# アンドレイ・グレチコ
アンドレイ・アントノヴィチ・グレチコ（ロシア語: Андре́й Анто́нович Гре́чко、ラテン文字転写：Andrei Antonovich Grechko、1903年10月4日 - 1976年4月26日）は、ソビエト連邦の軍人、政治家。ソ連邦元帥。ブレジネフ政権で国防大臣を務めた。

## 経歴

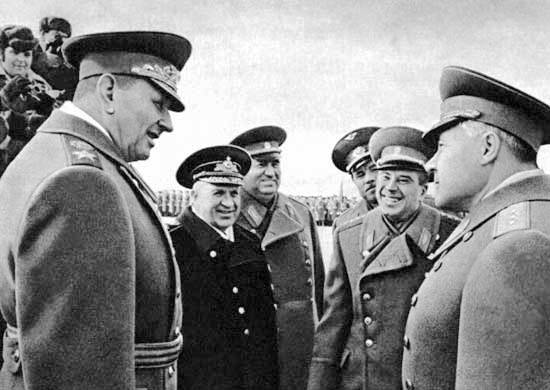
閲兵式を前に赤軍幹部と（1972年・一番左がグレチコ）

1903年10月4日、ロシア帝国ロストフ州クイブイシェフスキー地区ゴロダエフカ村で、農民の子として生まれる。1919年の内戦で赤軍に入る。1926年に騎兵学校を卒業し、小隊長・中隊長を歴任した。1928年にソ連共産党に入党する。1936年にM.V.フルンゼ名称軍事アカデミーを卒業する。1938年10月から特別騎兵師団参謀長となり、1939年の西白ロシア（ポーランド）侵攻に参加した。1941年に参謀本部軍事アカデミーを卒業。
第二次世界大戦では、1941年7月から第34騎兵師団長、1942年1月から第5騎兵軍団長、同年3月から南部戦線の作戦軍集団を指揮、4月から第12軍司令官、9月から第47軍司令官、10月から第18軍司令官。第18軍司令官在任時、同軍政治部長であったブレジネフとは戦友であり、その後第4ウクライナ方面軍でもともに戦う。1943年1月から第56軍司令官、同年10月からヴォロネジ戦線（10月20日から第1ウクライナ戦線）副司令官、12月から第1親衛軍司令官を務めた。
終戦後はキエフ軍管区司令官を務める。1953年から1957年までドイツ駐留ソビエト連邦軍総司令官を務めた。この間1955年にソ連邦元帥となる。1957年11月に国防第一次官兼地上軍総司令官、1960年に国防第一次官兼ワルシャワ条約機構軍総司令官を経て、1967年3月に死去したマリノフスキーの後任となる。1973年4月にソ連共産党中央委員会総会でアンドレイ・グロムイコと共に政治局員に選出される。軍幹部の政治局入りは元国防大臣のゲオルギー・ジューコフ元帥以来のことで、ソビエト連邦における軍の台頭として注目された。国防大臣在職中の1976年4月26日に急死した。

## パーソナル
1961年から1976年にソ連共産党中央委員会委員（1952年から委員候補）・1973年から1976年にソビエト連邦共産党政治局員・第2期から第9期のソビエト連邦最高会議代議員であった。

## 称号・勲章
- ソ連邦英雄(2個)
- レーニン勲章(6個)
- 赤旗勲章(3個)
- 1等スヴォーロフ勲章(2個)
- 1等クトゥーゾフ勲章(2個)
- 1等ボグダン・フメリニツキー勲章(2個)
- 2等スヴォーロフ勲章
- チェコスロバキア社会主義共和国英雄。